# Sihlsee
Der Sihlsee ist ein Stausee im Hochtal von Einsiedeln. Er wird von der Sihl durchflossen und durch eine 33 Meter hohe und 124 Meter lange Staumauer gestaut. Der See weist eine Fläche von 10,72 km² auf und ist damit der flächenmässig grösste Stausee der Schweiz bei einer maximalen Länge von 8,5 km und einer maximalen Breite von 2,5 km. Die grösste Tiefe beträgt 23 Meter.

## Bau
An einer Gemeindeversammlung wurden 1926 die Verträge mit den Betreibern des Etzelwerks deutlich gutgeheissen; Widerstand der Bevölkerung gab es kaum. Mit der Anlage des Sees wurde 1932 begonnen. Es wurden Strassen rund um den zukünftigen See, zwei Viadukte quer darüber, eine Staumauer und zwei Abschlussdämme erstellt, bevor 1937 das Tal geflutet wurde.
500 Personen mussten das Gebiet verlassen, weitere 1300 wurden in Mitleidenschaft gezogen. Überflutet wurden 93 Wohnungen, 124 Scheunen, 179 Torfhütten und 14 weitere Gebäude wie Sägereien, Kapellen oder Brücken. 55 Bauernhöfe wurden mit Gebäuden und Land überschwemmt. 454 Hektaren Streuland, 372 Hektaren Wiese, 45 Hektaren Torfboden und 5 Hektaren Wald fielen dem See zum Opfer. Für ihren Verlust wurden die Betroffenen entschädigt. Im Rahmen eines Umsiedlungsprojektes entstanden 30 neue Bauernbetriebe und Wohnhäuser für 175 Personen. Von den zahlreichen Flach- und Hochmooren hat sich nur die Schwantenau östlich von Biberbrugg erhalten, eines der grössten Hochmoore der Schweiz. Das Moor gibt eine Vorstellung vom Charakter der früheren Landschaft des heutigen Sihlsees.
Vor der Flutung wurde an zwei Bauernhöfen die Wirkung von neuen Fliegerbomben der Armee erprobt; die Ruinen wurden anschliessend mit Brandbomben belegt.
Die Betriebsaufnahme der Etzelwerke erfolgte schliesslich am 23. Oktober 1937.

## See
Der Sihlsee hat ein Volumen von rund 96 Mio. m³ und speist das Etzelwerk in Altendorf am oberen Zürichsee, das jährlich 270 Mio. kWh Bahnstrom für das SBB-Netz in die Unterwerke Ziegelbrücke, Sargans, Gossau SG und Steinen liefert. Im Mai 2007 kündigten die Kantone Schwyz, Zürich und Zug an, die bis 2017 laufende Konzession nicht mehr verlängern zu wollen. Dies hätte aus Sicht der Konzedenten, der konzessionsgebenden Kantone und Gemeinden, zu einem kostenlosen Heimfall der gesamten Anlage an sie führen sollen. Das Bundesgericht teilte diese Sichtweise nicht und entschied, dass die Kraftwerksanlagen auch nach Auslauf der Konzession im Besitz der Konzessionärin, der SBB, verbleiben. Die Konzedenten gaben daraufhin eine bis 31. Dezember 2022 laufende Übergangskonzession aus, die verhinderte, dass das Etzelwerk ausser Betrieb genommen wurde und die Einnahmen aus den Wasserzinsen für die Konzedenten wegfielen. Die Übergangskonzession war notwendig, weil die Umweltverträglichkeitsprüfung für eine Neukonzession in der verbleibenden Zeit nicht hätte abgeschlossen werden können. Sie war im Wesentlichen eine Verlängerung der vorangehenden Konzession. Im Oktober 2023 stimmte nach den Kantonen Zug und Zürich und zwei Schwyzer Bezirken auch der Kanton Schwyz der Verlängerung der Etzelwerk-Konzession um 80 Jahre zu.
Neben kleineren Motor- und Segelbooten  wird der Sihlsee auch vom Passagierschiff Angelika mit seinen 40 Sitzplätzen befahren.
Bei einer sofortigen Zerstörung der Talsperren des Sihlsees könnten Teile der Stadt Zürich bis zu acht Meter unter Wasser gesetzt werden. Die Flutwelle würde die Stadtgrenze in Leimbach in eineinhalb Stunden, das Stadtzentrum in knapp zwei und die entfernte Stadtgrenze bei Altstetten in knapp drei Stunden erreichen.

Willerzell (noch ohne Sihlsee), historisches Luftbild von 1924, aufgenommen aus 900 Metern Höhe von Walter Mittelholzer
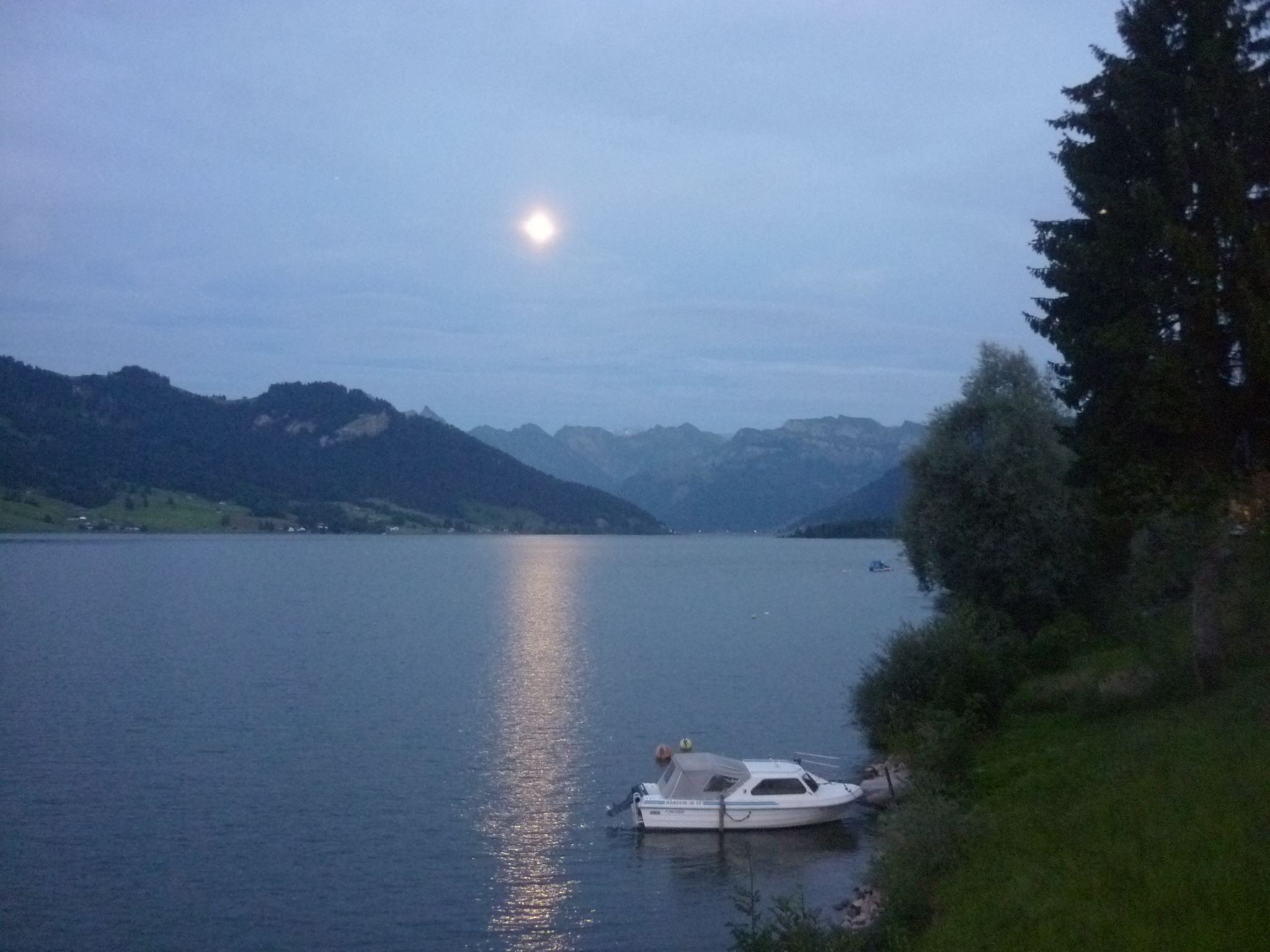
Der Sihlsee im Mondschein
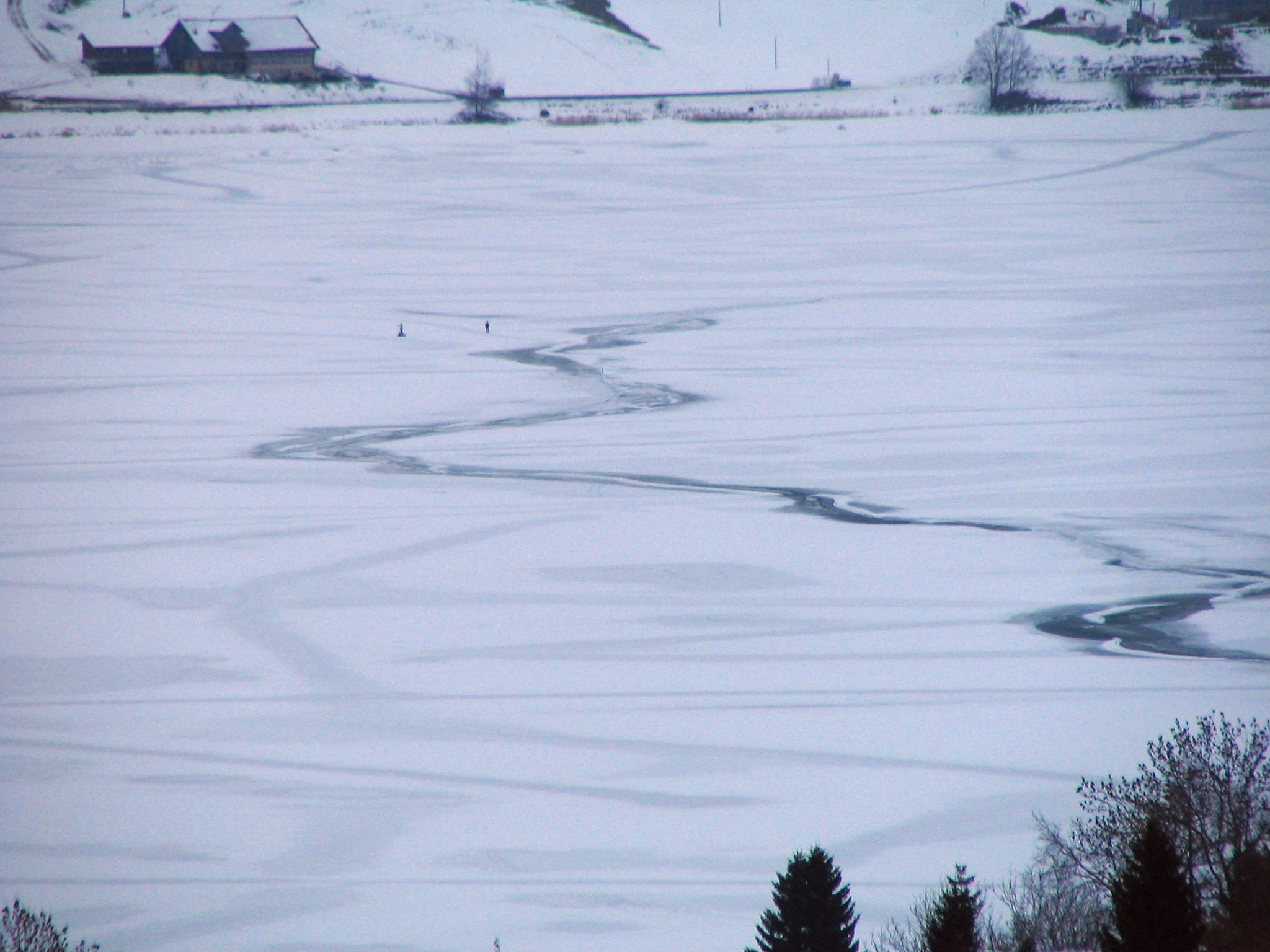
Gefrorener Sihlsee (2009)

Wenn zu wenig Wasser im Sihlsee gestaut wird, weil zu viel für die Stromherstellung abgelassen wurde, sind die SBB verpflichtet, dem Bezirk Einsiedeln sogenanntes «Mückengeld» zu bezahlen. Denn im freigelegten Schlamm am Sihlseeufer legen Mückenweibchen Eier ab, die dann in grosser Zahl schlüpfen und schnell zu einer Plage werden können. Schon 1932 wurde in einem Vertrag zwischen den SBB und dem Kanton Schwyz auf den Zentimeter genau festgelegt, welche Pegelhöhe der Sihlsee wann zu erreichen habe (vom 1. Juni bis 31. Oktober soll dieser bei mindestens 887,34 m ü. M. liegen). Verfehlen die SBB diese Vorgaben, müssen sie eine festgelegte Strafe bezahlen, und zwar für jeden einzelnen Tag: das sogenannte «Mückengeld», das schnell eine hohe Summe erreicht, auch wenn die SBB versuchen, mittels zurückgepumpten Wassers die Mindesthöhe des Sees zu erreichen. Schliesslich liegen die Bussgelder pro Tag bei 20 000 bis 45 000 Franken.

## Dokumentarfilm
- Karl Saurer: Der Traum vom grossen blauen Wasser. Schweiz 1993.[10]